# Чемпионат мира по хоккею с шайбой среди юниорских команд 2021
Чемпионат мира по хоккею с шайбой среди юниорских команд 2021 года — 22-й турнир юниорского чемпионата мира под эгидой ИИХФ, который проходил с 26 апреля по 6 мая 2021 года в американских городах Фриско и Плейно, штат Техас.

## Участвующие команды
В чемпионате приняли участие 10 национальных команд — восемь из Европы и две из Северной Америки. Сборная Германии перешла из первого дивизиона, остальные — с прошлого турнира ТОП-дивизиона.
Европа
- Чехия*
- Латвия*
- Финляндия*
- Россия*
- Швеция*
- Германия^
- Швейцария*
- Беларусь*

Северная Америка
- Канада*
- США×

* = 8 команд автоматически квалифицировались в высший дивизион по итогам чемпионата мира 2019 года
^ = Команда перешла в высший дивизион по итогам первого дивизиона чемпионата мира 2019 года
x = Организатор чемпионата

### Составы команд
Россия. Сергей Иванов, Кирилл Герасимюк, Валерий Бринкман — Владимир Грудинин, Арсений Коромыслов, Николай Макаров, Никита Новиков, Александр Фигурин, Владислав Сапунов, Артём Дуда, Глеб Иванов — Матвей Мичков, Никита Чибриков, Данила Юров, Фёдор Свечков, Иван Мирошниченко, Прохор Полтапов, Даниил Лазутин, Илья Иванцов, Дмитрий Бучельников, Дмитрий Кателевский, Всеволод Гайдамак, Иван Меховов, Илья Квочко, Матвей Петров. Главный тренер Альберт Лещёв. Тренеры Владимир Филатов, Андрей Комиссаров, Евгений Ставровский.

## Судьи
По решению IIHF турнир обслуживали 12 главных и 10 линейных арбитров.
По данным IIHF

| Главные судьи - Рику Брандер - Лукас Кольмюллер - Адам Кика - Сергей Юдаков - Миша Хебейсен - Кристоффер Хольм - Шон Фернандес - Шон Макфарлейн - Джейкоб Рекуцки - Стефен Рено - Питер Шлиттенхардт - Эндрю Уилк | Линейные судьи - Никита Поляков - Давид Клоучек - Томми Нииттюля - Дэвис Зунде - Роман Славиковский - Кевин Бриганти - Ник Бриганти - Джейк Дэвис - Уильям Хэнкок - Патрик Ричардсон |  |

## Предварительный этап
|  | Команды, выходящие в четвертьфинал |

### Группа A

#### Турнирная таблица
| М | Сборная   | И | В | ВО | ПО | П | ШЗ | ШП | РШ  | О  |
| - | --------- | - | - | -- | -- | - | -- | -- | --- | -- |
| 1 | Канада    | 4 | 4 | 0  | 0  | 0 | 28 | 5  | +23 | 12 |
| 2 | Швеция    | 4 | 3 | 0  | 0  | 1 | 16 | 14 | +2  | 9  |
| 3 | Беларусь  | 4 | 2 | 0  | 0  | 2 | 16 | 13 | +3  | 6  |
| 4 | Швейцария | 4 | 1 | 0  | 0  | 3 | 6  | 19 | -13 | 3  |
| 5 | Латвия    | 4 | 0 | 0  | 0  | 4 | 6  | 21 | -15 | 0  |

#### Матчи турнира
| 26 апреля 2021 20:00 | Беларусь | 1:5 (0:1, 1:2, 0:2) | Швеция | Чилдренс Хелс Стар-центр, Плейно Зрителей: 150 |

| Отчёт                                                   | Отчёт                          | Отчёт | Отчёт                          | Отчёт                                                                                 |
| ------------------------------------------------------- | ------------------------------ | --- | ------------------------------ | ------------------------------------------------------------------------------------- |
|                                                         |                                | |                                |                                                                                       |
|                                                         | Иван Жигалов - (00:00 - 60:00) | Вратари | (00:00 - 60:00) - Карл Линдбом | Судьи: Лукас Кольмюллер Шон Макфарлейн Линейные судьи: Давид Клоучек Патрик Ричардсон |
|                                                         | Голы:                          | |                                | Судьи: Лукас Кольмюллер Шон Макфарлейн Линейные судьи: Давид Клоучек Патрик Ричардсон |
| Данила Климович (бол.) — 28:32 (Е. Сидоров, Д. Кузьмин) | 0:1 0:2 1:2 1:3 1:4 1:5        | 05:00 — Исак Росен (бол.) (А. Олссон, М. Хевелид) 21:50 — Фабиан Люселль 38:12 — Арвид Эяс (А. Шёберг, Г. Кангас) 58:20 — Людвиг Перссон (М. Хевелид) 59:08 — Виктор Шёхольм (Л. Перссон, Н. Хаса) |                                | Судьи: Лукас Кольмюллер Шон Макфарлейн Линейные судьи: Давид Клоучек Патрик Ричардсон |
|                                                         |                                | |                                | Судьи: Лукас Кольмюллер Шон Макфарлейн Линейные судьи: Давид Клоучек Патрик Ричардсон |
|                                                         |                                | |                                | Судьи: Лукас Кольмюллер Шон Макфарлейн Линейные судьи: Давид Клоучек Патрик Ричардсон |
|                                                         |                                | |                                | Судьи: Лукас Кольмюллер Шон Макфарлейн Линейные судьи: Давид Клоучек Патрик Ричардсон |
| 14 мин                                                  | Штраф                          | 8 мин |                                | Судьи: Лукас Кольмюллер Шон Макфарлейн Линейные судьи: Давид Клоучек Патрик Ричардсон |
|                                                         |                                | |                                |                                                                                       |
|                                                         | 30                             | Броски | 44                             |                                                                                       |

| 26 апреля 2021 16:00 | Латвия | 2:4 (0:2, 2:2, 0:0) | Швейцария | Чилдренс Хелс Стар-центр, Плейно Зрителей: 150 |

| Отчёт                                                                                          | Отчёт                                                                | Отчёт | Отчёт                        | Отчёт                                                                           |
| ---------------------------------------------------------------------------------------------- | -------------------------------------------------------------------- | --- | ---------------------------- | ------------------------------------------------------------------------------- |
|                                                                                                |                                                                      | |                              |                                                                                 |
|                                                                                                | Карлис Межсаргс - (00:00 - 25:06) Маркс Славинскис - (25:06 - 58:28) | Вратари | (00:00 - 60:00) - Кевин Паше | Судьи: Стефен Рено Эндрю Уилк Линейные судьи: Томми Нииттюля Роман Славиковский |
|                                                                                                | Голы:                                                                | |                              | Судьи: Стефен Рено Эндрю Уилк Линейные судьи: Томми Нииттюля Роман Славиковский |
| Данс Локмелис — 37:50 (Д. Дукурс, С. Вилманис) Анри Равинскис — 39:08 (Б. Ходасс, Г. Силкалнс) | 0:1 0:2 0:3 0:4 1:4 2:4                                              | 12:02 — Джереми Джабола (бол.) (Л. Биксель, А. Бьяска) 12:25 — Ликит Райхле (Л. Робен, Д. Сидлер) 24:42 — Лиан Биксель (А. Бьяска) 25:06 — Луи Робен (Б. Дзанетти, Д. Сидлер) |                              | Судьи: Стефен Рено Эндрю Уилк Линейные судьи: Томми Нииттюля Роман Славиковский |
|                                                                                                |                                                                      | |                              | Судьи: Стефен Рено Эндрю Уилк Линейные судьи: Томми Нииттюля Роман Славиковский |
|                                                                                                |                                                                      | |                              | Судьи: Стефен Рено Эндрю Уилк Линейные судьи: Томми Нииттюля Роман Славиковский |
|                                                                                                |                                                                      | |                              | Судьи: Стефен Рено Эндрю Уилк Линейные судьи: Томми Нииттюля Роман Славиковский |
| 12 мин                                                                                         | Штраф                                                                | 6 мин |                              | Судьи: Стефен Рено Эндрю Уилк Линейные судьи: Томми Нииттюля Роман Славиковский |
|                                                                                                |                                                                      | |                              |                                                                                 |
|                                                                                                | 41                                                                   | Броски | 29                           |                                                                                 |

| 27 апреля 2021 16:00 | Швейцария | 1:7 (0:1, 1:3, 0:3) | Беларусь | Чилдренс Хелс Стар-центр, Плейно Зрителей: 150 |

| Отчёт                           | Отчёт                                                      | Отчёт | Отчёт                         | Отчёт                                                                         |
| ------------------------------- | ---------------------------------------------------------- | --- | ----------------------------- | ----------------------------------------------------------------------------- |
|                                 |                                                            | |                               |                                                                               |
|                                 | Кевин Паше - (00:00 - 40:00) Матьё Кроче - (40:00 - 60:00) | Вратари | (00:00 - 60:00) - Тихон Чайка | Судьи: Кристоффер Хольм Сергей Юдаков Линейные судьи: Джейк Дэвис Дэвис Зунде |
|                                 | Голы:                                                      | |                               | Судьи: Кристоффер Хольм Сергей Юдаков Линейные судьи: Джейк Дэвис Дэвис Зунде |
| Ливио Труог — 21:42 (Д. Зидлер) | 0:1 0:2 1:2 1:3 1:4 1:5 1:6 1:7                            | 12:50 — Данила Климович (бол.) (В. Шило, Е. Сидоров) 21:33 — Дмитрий Кузьмин (бол.) 26:50 — Данила Климович (бол.) (В. Шило, Е. Клавдиев) 29:07 — Данила Климович (бол.) (В. Шило, Е. Клавдиев) 44:35 — Данил Сотишвили (Ф. Николаеня, Д. Рогач) 54:37 — Иван Аношко 58:27 — Данил Сотишвили |                               | Судьи: Кристоффер Хольм Сергей Юдаков Линейные судьи: Джейк Дэвис Дэвис Зунде |
|                                 |                                                            | |                               | Судьи: Кристоффер Хольм Сергей Юдаков Линейные судьи: Джейк Дэвис Дэвис Зунде |
|                                 |                                                            | |                               | Судьи: Кристоффер Хольм Сергей Юдаков Линейные судьи: Джейк Дэвис Дэвис Зунде |
|                                 |                                                            | |                               | Судьи: Кристоффер Хольм Сергей Юдаков Линейные судьи: Джейк Дэвис Дэвис Зунде |
| 12 мин                          | Штраф                                                      | 10 мин |                               | Судьи: Кристоффер Хольм Сергей Юдаков Линейные судьи: Джейк Дэвис Дэвис Зунде |
|                                 |                                                            | |                               |                                                                               |
|                                 | 29                                                         | Броски | 37                            |                                                                               |

| 27 апреля 2021 20:00 | Швеция | 1:12 (0:4, 0:4, 1:4) | Канада | Чилдренс Хелс Стар-центр, Плейно Зрителей: 150 |

| Отчёт                  | Отчёт                                                         | Отчёт | Отчёт                         | Отчёт                                                                           |
| ---------------------- | ------------------------------------------------------------- | --- | ----------------------------- | ------------------------------------------------------------------------------- |
|                        |                                                               | |                               |                                                                                 |
|                        | Карл Линдбом - (00:00 - 13:29) Вигго Андрен - (13:29 - 60:00) | Вратари | (00:00 - 60:00) - Томас Милик | Судьи: Рику Брандер Шон Фернандес Линейные судьи: Кевин Бриганти Никита Поляков |
|                        | Голы:                                                         | |                               | Судьи: Рику Брандер Шон Фернандес Линейные судьи: Кевин Бриганти Никита Поляков |
| Симон Форсмарк — 51:17 | 0:1 0:2 0:3 0:4 0:5 0:6 0:7 0:8 0:9 0:10 1:10 1:11 1:12       | 05:19 — Шейн Райт (бол.) (Б. Кларк, Д. Гюнтер) 10:43 — Брэндт Кларк (Ф. Пинелли) 12:14 — Бретт Харрисон (К. Бедард) 13:29 — Франческо Пинелли (Л. Стэнковен, К. Рулетт) 20:30 — Шейн Райт (Б. Отманн, Б. Кларк) 24:00 — Нолан Аллан (Д. Гюнтер) 26:04 — Райан Уинтертон (У. Джонстон) 38:57 — Шейн Райт (Дж. Матье) 43:52 — Мейсон Мактавиш (К. Кулеманс) 47:16 — Брэндт Кларк (Ч. Стиллман, Ф. Пинелли) 52:37 — Уайатт Джонстон (К. Рулетт) 55:21 — Логан Стэнковен (М. Мактавиш) |                               | Судьи: Рику Брандер Шон Фернандес Линейные судьи: Кевин Бриганти Никита Поляков |
|                        |                                                               | |                               | Судьи: Рику Брандер Шон Фернандес Линейные судьи: Кевин Бриганти Никита Поляков |
|                        |                                                               | |                               | Судьи: Рику Брандер Шон Фернандес Линейные судьи: Кевин Бриганти Никита Поляков |
|                        |                                                               | |                               | Судьи: Рику Брандер Шон Фернандес Линейные судьи: Кевин Бриганти Никита Поляков |
| 4 мин                  | Штраф                                                         | 6 мин |                               | Судьи: Рику Брандер Шон Фернандес Линейные судьи: Кевин Бриганти Никита Поляков |
|                        |                                                               | |                               |                                                                                 |
|                        | 29                                                            | Броски | 47                            |                                                                                 |

| 28 апреля 2021 20:00 | Канада | 4:2 (0:0, 2:1, 2:1) | Латвия | Чилдренс Хелс Стар-центр, Плейно Зрителей: 150 |

| Отчёт | Отчёт                             | Отчёт                                                              | Отчёт                             | Отчёт                                                                              |
| --- | --------------------------------- | ------------------------------------------------------------------ | --------------------------------- | ---------------------------------------------------------------------------------- |
| |                                   |                                                                    |                                   |                                                                                    |
| | Бенджамин Годро - (00:00 - 60:00) | Вратари                                                            | (00:00 - 59:39) - Карлис Межсаргс | Судьи: Шон Макфарлейн Джейк Рекуцки Линейные судьи: Давид Клоучек Патрик Ричардсон |
| | Голы:                             |                                                                    |                                   | Судьи: Шон Макфарлейн Джейк Рекуцки Линейные судьи: Давид Клоучек Патрик Ричардсон |
| Логан Стэнковен (бол.) — 27:58 (О. Зеллвегер) Мэйсон Мактавиш — 30:01 (Л. Стэнковен, К. Бедард) Дилан Гюнтер — 50:38 (М. Мактавиш) Мейсон Мактавиш (бол.) — 59:17 (К. Бедард, Д. Гюнтер) | 1:0 2:0 2:1 3:1 3:2 4:2           | 39:18 — Анри Равинскис (М. Лавиньш) 53:27 — Сандис Вилманис (бол.) |                                   | Судьи: Шон Макфарлейн Джейк Рекуцки Линейные судьи: Давид Клоучек Патрик Ричардсон |
| |                                   |                                                                    |                                   | Судьи: Шон Макфарлейн Джейк Рекуцки Линейные судьи: Давид Клоучек Патрик Ричардсон |
| |                                   |                                                                    |                                   | Судьи: Шон Макфарлейн Джейк Рекуцки Линейные судьи: Давид Клоучек Патрик Ричардсон |
| |                                   |                                                                    |                                   | Судьи: Шон Макфарлейн Джейк Рекуцки Линейные судьи: Давид Клоучек Патрик Ричардсон |
| 16 мин | Штраф                             | 26 мин                                                             |                                   | Судьи: Шон Макфарлейн Джейк Рекуцки Линейные судьи: Давид Клоучек Патрик Ричардсон |
| |                                   |                                                                    |                                   |                                                                                    |
| | 52                                | Броски                                                             | 27                                |                                                                                    |

| 29 апреля 2021 16:00 | Швеция | 3:1 (0:0, 3:1, 0:0) | Швейцария | Чилдренс Хелс Стар-центр, Плейно Зрителей: 150 |

| Отчёт | Отчёт                          | Отчёт                                          | Отчёт                        | Отчёт                                                                      |
| --- | ------------------------------ | ---------------------------------------------- | ---------------------------- | -------------------------------------------------------------------------- |
| |                                |                                                |                              |                                                                            |
| | Карл Линдбом - (00:00 - 60:00) | Вратари                                        | (00:00 - 58:18) - Кевин Паше | Судьи: Стефен Рено Эндрю Уилк Линейные судьи: Уильям Хэнкок Томми Нииттюля |
| | Голы:                          |                                                |                              | Судьи: Стефен Рено Эндрю Уилк Линейные судьи: Уильям Хэнкок Томми Нииттюля |
| Исак Росен (бол.) — 32:00 (Ф. Люселль, С. Робертссон) Лиам Дауэр Нильссон (бол.) — 34:15 (Ф. Люселль, С. Эдвинссон) Арвид Сундин (бол.) — 35:44 (Л. Дауэр Нильссон, С. Эдвинссон) | 0:1 :1 2:1 3:1                 | 22:59 — Беньямин Бугро (К. Николе, Н. Гройтер) |                              | Судьи: Стефен Рено Эндрю Уилк Линейные судьи: Уильям Хэнкок Томми Нииттюля |
| |                                |                                                |                              | Судьи: Стефен Рено Эндрю Уилк Линейные судьи: Уильям Хэнкок Томми Нииттюля |
| |                                |                                                |                              | Судьи: Стефен Рено Эндрю Уилк Линейные судьи: Уильям Хэнкок Томми Нииттюля |
| |                                |                                                |                              | Судьи: Стефен Рено Эндрю Уилк Линейные судьи: Уильям Хэнкок Томми Нииттюля |
| 35 мин | Штраф                          | 58 мин                                         |                              | Судьи: Стефен Рено Эндрю Уилк Линейные судьи: Уильям Хэнкок Томми Нииттюля |
| |                                |                                                |                              |                                                                            |
| | 27                             | Броски                                         | 26                           |                                                                            |

| 29 апреля 2021 20:00 | Беларусь | 6:2 (1:0, 3:1, 2:1) | Латвия | Чилдренс Хелс Стар-центр, Плейно Зрителей: 150 |

| Отчёт | Отчёт                           | Отчёт                                                                              | Отчёт                                                                                                  | Отчёт                                                                                |
| --- | ------------------------------- | ---------------------------------------------------------------------------------- | --- | ------------------------------------------------------------------------------------ |
| |                                 |                                                                                    | |                                                                                      |
| | Тихон Чайка - (00:00 - 60:00)   | Вратари                                                                            | (00:00 - 54:08) - Маркс Славинскис (54:08 - 57:08) - Линардс Липскис (57:19 - 60:00) - Линардс Липскис | Судьи: Лукас Кольмюллер Джейк Рекуцки Линейные судьи: Давид Клоучек Патрик Ричардсон |
| | Голы:                           |                                                                                    | | Судьи: Лукас Кольмюллер Джейк Рекуцки Линейные судьи: Давид Клоучек Патрик Ричардсон |
| Фёдор Николаеня — 02:24 (И. Аношко, Е. Сидоров) Данила Климович — 20:49 (Д. Кузьмин, Е. Сидоров) Егор Клавдиев — 22:59 (А. Сазанович, Д. Кузьмин) Данила Климович (бол.) — 38:26 (Д. Кузьмин) Илья Морозов — 49:55 (Е. Игнатенко, А. Лошко) Мирослав Михайлов (п.в.) — 57:19 (Е. Сидоров) | 1:0 2:0 3:0 3:1 4:1 5:1 6:1 6:2 | 23:33 — Мартинс Лавиньш (бол.) (П. Пурмалис, Г. Озолиньш) 58:41 — Райнерс Дарзиньш | | Судьи: Лукас Кольмюллер Джейк Рекуцки Линейные судьи: Давид Клоучек Патрик Ричардсон |
| |                                 |                                                                                    | | Судьи: Лукас Кольмюллер Джейк Рекуцки Линейные судьи: Давид Клоучек Патрик Ричардсон |
| |                                 |                                                                                    | | Судьи: Лукас Кольмюллер Джейк Рекуцки Линейные судьи: Давид Клоучек Патрик Ричардсон |
| |                                 |                                                                                    | | Судьи: Лукас Кольмюллер Джейк Рекуцки Линейные судьи: Давид Клоучек Патрик Ричардсон |
| 8 мин | Штраф                           | 18 мин                                                                             | | Судьи: Лукас Кольмюллер Джейк Рекуцки Линейные судьи: Давид Клоучек Патрик Ричардсон |
| |                                 |                                                                                    | |                                                                                      |
| | 41                              | Броски                                                                             | 32 |                                                                                      |

| 30 апреля 2021 20:00 | Швейцария | 0:7 (0:2, 0:2, 0:3) | Канада | Чилдренс Хелс Стар-центр, Плейно Зрителей: 150 |

| Отчёт  | Отчёт                         | Отчёт | Отчёт                         | Отчёт                                                                       |
| ------ | ----------------------------- | --- | ----------------------------- | --------------------------------------------------------------------------- |
|        |                               | |                               |                                                                             |
|        | Матьё Кроче - (00:00 - 60:00) | Вратари | (00:00 - 60:00) - Томас Милик | Судьи: Рику Брандер Адам Кика Линейные судьи: Кевин Бриганти Никита Поляков |
|        | Голы:                         | |                               | Судьи: Рику Брандер Адам Кика Линейные судьи: Кевин Бриганти Никита Поляков |
|        | 0:1 0:2 0:3 0:4 0:5 0:6 0:7   | 10:50 — Дилан Гюнтер (бол.) (Б. Кларк) 14:05 — Коннор Бедард (Л. Стэнковен) 21:48 — Франческо Пинелли (Д. Жилкин, О. Зеллвегер) 25:10 — Франческо Пинелли (бол.) (К. Кулеманс) 50:11 — Бреннан Отманн (бол.) (Ф. Пинелли, О. Зеллвегер) 55:49 — Корсон Кулеманс (бол.) (О. Зеллвегер) 56:29 — Чейз Стиллман (бол.) (Ф. Пинелли, К. Кулеманс) |                               | Судьи: Рику Брандер Адам Кика Линейные судьи: Кевин Бриганти Никита Поляков |
|        |                               | |                               | Судьи: Рику Брандер Адам Кика Линейные судьи: Кевин Бриганти Никита Поляков |
|        |                               | |                               | Судьи: Рику Брандер Адам Кика Линейные судьи: Кевин Бриганти Никита Поляков |
|        |                               | |                               | Судьи: Рику Брандер Адам Кика Линейные судьи: Кевин Бриганти Никита Поляков |
| 18 мин | Штраф                         | 4 мин |                               | Судьи: Рику Брандер Адам Кика Линейные судьи: Кевин Бриганти Никита Поляков |
|        |                               | |                               |                                                                             |
|        | 11                            | Броски | 39                            |                                                                             |

| 1 мая 2021 16:00 | Латвия | 0:7 (0:1, 0:1, 0:5) | Швеция | Чилдренс Хелс Стар-центр, Плейно Зрителей: 150 |

| Отчёт  | Отчёт                             | Отчёт | Отчёт                          | Отчёт                                                                             |
| ------ | --------------------------------- | --- | ------------------------------ | --------------------------------------------------------------------------------- |
|        |                                   | |                                |                                                                                   |
|        | Линардс Липскис - (00:00 - 60:00) | Вратари | (00:00 - 60:00) - Хуго Хавелид | Судьи: Миша Хебейсен Эндрю Уилк Линейные судьи: Томми Нииттюля Роман Славиковский |
|        | Голы:                             | |                                | Судьи: Миша Хебейсен Эндрю Уилк Линейные судьи: Томми Нииттюля Роман Славиковский |
|        | 0:1 0:2 0:3 0:4 0:5 0:6 0:7       | 04:54 — Вилльям Стрёмгрен 27:09 — Альберт Шёберг (А. Эяс, Н. Эстлунд) 40:59 — Вилльям Стрёмгрен (бол.) (О. Моберг, М. Хевелид) 45:22 — Симон Робертссон (Ф. Люселль) 48:10 — Симон Робертссон (Л. Дауэр Нильссон, Ф. Люселль) 57:17 — Исак Росен (С. Форсмарк) 59:06 — Людвиг Перссон |                                | Судьи: Миша Хебейсен Эндрю Уилк Линейные судьи: Томми Нииттюля Роман Славиковский |
|        |                                   | |                                | Судьи: Миша Хебейсен Эндрю Уилк Линейные судьи: Томми Нииттюля Роман Славиковский |
|        |                                   | |                                | Судьи: Миша Хебейсен Эндрю Уилк Линейные судьи: Томми Нииттюля Роман Славиковский |
|        |                                   | |                                | Судьи: Миша Хебейсен Эндрю Уилк Линейные судьи: Томми Нииттюля Роман Славиковский |
| 33 мин | Штраф                             | 12 мин |                                | Судьи: Миша Хебейсен Эндрю Уилк Линейные судьи: Томми Нииттюля Роман Славиковский |
|        |                                   | |                                |                                                                                   |
|        | 30                                | Броски | 35                             |                                                                                   |

| 1 мая 2021 20:00 | Канада | 5:2 (2:0, 2:1, 1:1) | Беларусь | Чилдренс Хелс Стар-центр, Плейно Зрителей: 150 |

| Отчёт | Отчёт                             | Отчёт | Отчёт                                                      | Отчёт                                                                               |
| --- | --------------------------------- | --- | ---------------------------------------------------------- | ----------------------------------------------------------------------------------- |
| |                                   | |                                                            |                                                                                     |
| | Бенджамин Годро - (00:00 - 60:00) | Вратари                                                                                                  | (00:00 - 24:04) - Ян Шостак (24:04 - 60:00) - Иван Жигалов | Судьи: Кристоффер Хольм Питер Шлиттенхардт Линейные судьи: Ник Бриганти Дэвис Зунде |
| | Голы:                             | |                                                            | Судьи: Кристоффер Хольм Питер Шлиттенхардт Линейные судьи: Ник Бриганти Дэвис Зунде |
| Шейн Райт — 05:06 Олен Зеллвегер — 18:34 (У. Джонстон) Мейсон Мактавиш — 21:59 (К. Кулеманс) Шейн Райт — 24:04 (О. Зеллвегер) Мейсон Мактавиш (бол.) — 53:45 (К. Кулеманс, Ф. Пинелли) | 1:0 2:0 3:0 4:0 4:1 5:1 5:2       | 34:28 — Андрей Лошко (бол.) (М. Михайлов, Д. Сотишвили) 57:28 — Илья Морозов (М. Михайлов, З. Польшаков) |                                                            | Судьи: Кристоффер Хольм Питер Шлиттенхардт Линейные судьи: Ник Бриганти Дэвис Зунде |
| |                                   | |                                                            | Судьи: Кристоффер Хольм Питер Шлиттенхардт Линейные судьи: Ник Бриганти Дэвис Зунде |
| |                                   | |                                                            | Судьи: Кристоффер Хольм Питер Шлиттенхардт Линейные судьи: Ник Бриганти Дэвис Зунде |
| |                                   | |                                                            | Судьи: Кристоффер Хольм Питер Шлиттенхардт Линейные судьи: Ник Бриганти Дэвис Зунде |
| 10 мин | Штраф                             | 45 мин                                                                                                   |                                                            | Судьи: Кристоффер Хольм Питер Шлиттенхардт Линейные судьи: Ник Бриганти Дэвис Зунде |
| |                                   | |                                                            |                                                                                     |
| | 33                                | Броски                                                                                                   | 26                                                         |                                                                                     |

### Группа B

#### Турнирная таблица
| М | Сборная   | И | В | ВО | ПО | П | ШЗ | ШП | РШ  | О |
| - | --------- | - | - | -- | -- | - | -- | -- | --- | - |
| 1 | Финляндия | 4 | 2 | 1  | 1  | 0 | 24 | 13 | +11 | 9 |
| 2 | Россия    | 4 | 2 | 1  | 1  | 0 | 27 | 12 | +15 | 9 |
| 3 | США       | 4 | 1 | 2  | 1  | 0 | 18 | 15 | +3  | 8 |
| 4 | Чехия     | 4 | 1 | 0  | 1  | 2 | 10 | 20 | -10 | 4 |
| 5 | Германия  | 4 | 0 | 0  | 0  | 4 | 5  | 24 | -19 | 0 |

#### Матчи турнира
| 26 апреля 2021 16:00 | Чехия | 3:1 (0:0, 2:0, 1:1) | Германия | Комерика Центр, Фриско Зрителей: 1400 |

| Отчёт | Отчёт                           | Отчёт                                      | Отчёт                          | Отчёт                                                                            |
| --- | ------------------------------- | ------------------------------------------ | ------------------------------ | -------------------------------------------------------------------------------- |
| |                                 |                                            |                                |                                                                                  |
| | Томаш Суханек - (00:00 - 60:00) | Вратари                                    | (00:00 - 60:00) - Никита Квапп | Судьи: Питер Шлиттенхардт Сергей Юдаков Линейные судьи: Ник Бриганти Дэвис Зунде |
| | Голы:                           |                                            |                                | Судьи: Питер Шлиттенхардт Сергей Юдаков Линейные судьи: Ник Бриганти Дэвис Зунде |
| Лукаш Пахер (бол.) — 20:49 (Я. Кош, Я. Брабенец) Габриэль Штурц (мен.) — 35:53 Мартин Рысавы (бол.) — 49:35 (Д. Моравец, Т. Гамара) | 1:0 2:0 3:0 3:1                 | 55:37 — Янник Проске (А. Кляйн, Н. Хайгль) |                                | Судьи: Питер Шлиттенхардт Сергей Юдаков Линейные судьи: Ник Бриганти Дэвис Зунде |
| |                                 |                                            |                                | Судьи: Питер Шлиттенхардт Сергей Юдаков Линейные судьи: Ник Бриганти Дэвис Зунде |
| |                                 |                                            |                                | Судьи: Питер Шлиттенхардт Сергей Юдаков Линейные судьи: Ник Бриганти Дэвис Зунде |
| |                                 |                                            |                                | Судьи: Питер Шлиттенхардт Сергей Юдаков Линейные судьи: Ник Бриганти Дэвис Зунде |
| 12 мин | Штраф                           | 12 мин                                     |                                | Судьи: Питер Шлиттенхардт Сергей Юдаков Линейные судьи: Ник Бриганти Дэвис Зунде |
| |                                 |                                            |                                |                                                                                  |
| | 40                              | Броски                                     | 19                             |                                                                                  |

| 26 апреля 2021 20:00 | Россия | 7:6 (ОТ) (1:3, 4:3, 1:0, 1:0) | США | Комерика Центр, Фриско Зрителей: 1400 |

| Отчёт | Отчёт                                                                 | Отчёт | Отчёт                          | Отчёт                                                                       |
| --- | --------------------------------------------------------------------- | --- | ------------------------------ | --------------------------------------------------------------------------- |
| |                                                                       | |                                |                                                                             |
| | Кирилл Герасимюк - (00:00 - 21:27) Валерий Бринкман - (21:27 - 61:25) | Вратари | (00:00 - 61:25) - Гибсон Хомер | Судьи: Рику Брандер Адам Кика Линейные судьи: Кевин Бриганти Никита Поляков |
| | Голы:                                                                 | |                                | Судьи: Рику Брандер Адам Кика Линейные судьи: Кевин Бриганти Никита Поляков |
| Данила Юров — 09:18 (Н. Чибриков, Н. Макаров) Матвей Мичков — 26:16 (В. Гайдамак, Н. Новиков) Всеволод Гайдамак — 28:09 (В. Грудинин, Н. Чибриков) Матвей Мичков (бол.) — 33:09 (В. Грудинин, М. Петров) Иван Мирошниченко (бол.) — 39:12 (А. Коромыслов, Ф. Свечков) Иван Мирошниченко — 54:44 (Ф. Свечков, Д. Юров) Никита Чибриков — 61:25 (И. Иванцов) | 0:1 0:2 1:2 1:3 1:4 1:5 2:5 3:5 4:5 4:6 5:6 6:6 7:6                   | 02:56 — Райан Чесли 05:24 — Дилан Дюк (бол.) (Л. Хатсон, С. Пастухов) 16:44 — Шон Беренс (бол.) (Л. Хатсон, Л. Кули) 21:27 — Итан Страки (А. Ховард, Ч. Страмел) 24:16 — Саша Пастухов (бол.) (Л. Хатсон, Ш. Беренс) 36:36 — Дилан Дюк (С. Пастухов, Ш. Беренс) |                                | Судьи: Рику Брандер Адам Кика Линейные судьи: Кевин Бриганти Никита Поляков |
| |                                                                       | |                                | Судьи: Рику Брандер Адам Кика Линейные судьи: Кевин Бриганти Никита Поляков |
| |                                                                       | |                                | Судьи: Рику Брандер Адам Кика Линейные судьи: Кевин Бриганти Никита Поляков |
| |                                                                       | |                                | Судьи: Рику Брандер Адам Кика Линейные судьи: Кевин Бриганти Никита Поляков |
| 30 мин | Штраф                                                                 | 8 мин |                                | Судьи: Рику Брандер Адам Кика Линейные судьи: Кевин Бриганти Никита Поляков |
| |                                                                       | |                                |                                                                             |
| | 35                                                                    | Броски | 35                             |                                                                             |

| 27 апреля 2021 16:00 | Финляндия | 4:3 (Б) (0:1, 1:2, 2:0, 0:0, 1:0) | Россия | Комерика Центр, Фриско Зрителей: 806 |

| Отчёт | Отчёт                                                           | Отчёт | Отчёт                           | Отчёт                                                                             |
| --- | --------------------------------------------------------------- | --- | ------------------------------- | --------------------------------------------------------------------------------- |
| |                                                                 | |                                 |                                                                                   |
| | Аку Коскенвуо - (00:00 - 57:45) Аку Коскенвуо - (58:34 - 65:00) | Вратари | (00:00 - 65:00) - Сергей Иванов | Судьи: Лукас Кольмюллер Джейк Рекуцки Линейные судьи: Уильям Хэнкок Давид Клоучек |
| | Голы:                                                           | |                                 | Судьи: Лукас Кольмюллер Джейк Рекуцки Линейные судьи: Уильям Хэнкок Давид Клоучек |
| Саму Салминен — 21:25 (В. Юусола, Б. Ламберт) Вилле Койвунен — 57:25 (А. Хеймосалми) Саму Туомаала — 58:34 (Б. Ламберт, В. Койвунен) Вилле Койвунен (поб. бул.) — 65:00 | 0:1 :1 1:2 1:3 2:3 3:3 4:3                                      | 09:21 — Фёдор Свечков (Д. Юров, И. Мирошниченко) 24:07 — Никита Чибриков (М. Мичков) 37:53 — Фёдор Свечков (Д. Юров) |                                 | Судьи: Лукас Кольмюллер Джейк Рекуцки Линейные судьи: Уильям Хэнкок Давид Клоучек |
| |                                                                 | |                                 | Судьи: Лукас Кольмюллер Джейк Рекуцки Линейные судьи: Уильям Хэнкок Давид Клоучек |
| |                                                                 | |                                 | Судьи: Лукас Кольмюллер Джейк Рекуцки Линейные судьи: Уильям Хэнкок Давид Клоучек |
| |                                                                 | |                                 | Судьи: Лукас Кольмюллер Джейк Рекуцки Линейные судьи: Уильям Хэнкок Давид Клоучек |
| 4 мин | Штраф                                                           | 12 мин |                                 | Судьи: Лукас Кольмюллер Джейк Рекуцки Линейные судьи: Уильям Хэнкок Давид Клоучек |
| |                                                                 | |                                 |                                                                                   |
| | 56                                                              | Броски | 28                              |                                                                                   |

| 27 апреля 2021 20:00 | Германия | 3:5 (1:2, 1:1, 1:2) | США | Комерика Центр, Фриско Зрителей: 826 |

| Отчёт                                                                                           | Отчёт                           | Отчёт | Отчёт                          | Отчёт                                                                             |
| ----------------------------------------------------------------------------------------------- | ------------------------------- | --- | ------------------------------ | --------------------------------------------------------------------------------- |
|                                                                                                 |                                 | |                                |                                                                                   |
|                                                                                                 | Симон Вольф - (00:00 - 60:00)   | Вратари | (00:00 - 60:00) - Гибсон Хомер | Судьи: Миша Хебейсен Эндрю Уилк Линейные судьи: Томми Нииттюля Роман Славиковский |
|                                                                                                 | Голы:                           | |                                | Судьи: Миша Хебейсен Эндрю Уилк Линейные судьи: Томми Нииттюля Роман Славиковский |
| Роман Зап — 19:21 Беннет Росми (бол.) — 38:18 (Ю. Лутц) Себастьян Циммерман — 51:48 (Н. Хайгль) | 0:1 0:2 1:2 1:3 2:3 2:4 3:4 3:5 | 09:29 — Джек Хьюз (Т. Марчисон, Дж. Девайн) 16:31 — Тай Галлахер (бол.) (Э. Грещук, А. Ховард) 32:40 — Саша Пастухов (Л. Кули) 47:35 — Чарли Страмел 56:49 — Тай Галлахер (бол.) (А. Ховард) |                                | Судьи: Миша Хебейсен Эндрю Уилк Линейные судьи: Томми Нииттюля Роман Славиковский |
|                                                                                                 |                                 | |                                | Судьи: Миша Хебейсен Эндрю Уилк Линейные судьи: Томми Нииттюля Роман Славиковский |
|                                                                                                 |                                 | |                                | Судьи: Миша Хебейсен Эндрю Уилк Линейные судьи: Томми Нииттюля Роман Славиковский |
|                                                                                                 |                                 | |                                | Судьи: Миша Хебейсен Эндрю Уилк Линейные судьи: Томми Нииттюля Роман Славиковский |
| 34 мин                                                                                          | Штраф                           | 10 мин |                                | Судьи: Миша Хебейсен Эндрю Уилк Линейные судьи: Томми Нииттюля Роман Славиковский |
|                                                                                                 |                                 | |                                |                                                                                   |
|                                                                                                 | 28                              | Броски | 42                             |                                                                                   |

| 28 апреля 2021 20:00 | Чехия | 5:6 (2:1, 1:2, 2:3) | Финляндия | Комерика Центр, Фриско Зрителей: 402 |

| Отчёт | Отчёт                                      | Отчёт | Отчёт                           | Отчёт                                                                               |
| --- | ------------------------------------------ | --- | ------------------------------- | ----------------------------------------------------------------------------------- |
| |                                            | |                                 |                                                                                     |
| | Томаш Суханек - (00:00 - 60:00)            | Вратари | (00:00 - 60:00) - Аке Коскенвуо | Судьи: Кристоффер Хольм Питер Шлиттенхардт Линейные судьи: Ник Бриганти Джейк Дэвис |
| | Голы:                                      | |                                 | Судьи: Кристоффер Хольм Питер Шлиттенхардт Линейные судьи: Ник Бриганти Джейк Дэвис |
| Габриэль Штурц — 00:30 (Я. Хмеларж) Матей Пинкас — 03:55 (П. Моравец) Шимон Марга — 28:14 (Д. Моравец, М. Рысавы) Давид Моравец — 42:13 Якуб Альтрихтер (бол.) — 44:14 (Л. Пахер, Я. Брабенец) | 1:0 2:0 2:1 2:2 2:3 :3 4:3 5:3 5:4 5:5 5:6 | 11:01 — Вилле Койвунен (А. Хеймосалми, В. Юусола) 23:53 — Мико Матикка (В. Юусола, Н. Хуухтанен) 24:58 — Алекси Хеймосалми 52:11 — Саму Туомаала (бол.) (Й. Суоми, Б. Ламберт) 56:31 — Саму Салминен (бол.) (С. Туомаала, Б. Ламберт) 59:41 — Саму Туомаала (бол.) (В. Койвунен, С. Салминен) |                                 | Судьи: Кристоффер Хольм Питер Шлиттенхардт Линейные судьи: Ник Бриганти Джейк Дэвис |
| |                                            | |                                 | Судьи: Кристоффер Хольм Питер Шлиттенхардт Линейные судьи: Ник Бриганти Джейк Дэвис |
| |                                            | |                                 | Судьи: Кристоффер Хольм Питер Шлиттенхардт Линейные судьи: Ник Бриганти Джейк Дэвис |
| |                                            | |                                 | Судьи: Кристоффер Хольм Питер Шлиттенхардт Линейные судьи: Ник Бриганти Джейк Дэвис |
| 24 мин | Штраф                                      | 10 мин |                                 | Судьи: Кристоффер Хольм Питер Шлиттенхардт Линейные судьи: Ник Бриганти Джейк Дэвис |
| |                                            | |                                 |                                                                                     |
| | 33                                         | Броски | 31                              |                                                                                     |

| 29 апреля 2021 16:00 | Германия | 1:6 (0:1, 0:3, 1:2) | Россия | Комерика Центр, Фриско Зрителей: 1663 |

| Отчёт                                    | Отчёт                          | Отчёт | Отчёт                           | Отчёт                                                                     |
| ---------------------------------------- | ------------------------------ | --- | ------------------------------- | ------------------------------------------------------------------------- |
|                                          |                                | |                                 |                                                                           |
|                                          | Никита Квапп - (00:00 - 60:00) | Вратари | (00:00 - 60:00) - Сергей Иванов | Судьи: Шон Фернандес Адам Кика Линейные судьи: Джейк Дэвис Никита Поляков |
|                                          | Голы:                          | |                                 | Судьи: Шон Фернандес Адам Кика Линейные судьи: Джейк Дэвис Никита Поляков |
| Коннор Корте — 54:31 (Р. Зап, Б. Россми) | 0:1 0:2 0:3 0:4 0:5 1:5 1:6    | 10:44 — Данила Юров (Ф. Свечков) 20:30 — Матвей Мичков (Н. Чибриков, Н. Волков) 27:12 — Матвей Мичков (В. Грудинин, Н. Чибриков) 35:29 — Матвей Мичков (бол.) (П. Полтапов, И. Иванцов) 45:48 — Илья Квочко (Н. Чибриков, А. Фигурин) 58:19 — Матвей Мичков (А. Фигурин) |                                 | Судьи: Шон Фернандес Адам Кика Линейные судьи: Джейк Дэвис Никита Поляков |
|                                          |                                | |                                 | Судьи: Шон Фернандес Адам Кика Линейные судьи: Джейк Дэвис Никита Поляков |
|                                          |                                | |                                 | Судьи: Шон Фернандес Адам Кика Линейные судьи: Джейк Дэвис Никита Поляков |
|                                          |                                | |                                 | Судьи: Шон Фернандес Адам Кика Линейные судьи: Джейк Дэвис Никита Поляков |
| 27 мин                                   | Штраф                          | 4 мин |                                 | Судьи: Шон Фернандес Адам Кика Линейные судьи: Джейк Дэвис Никита Поляков |
|                                          |                                | |                                 |                                                                           |
|                                          | 17                             | Броски | 40                              |                                                                           |

| 29 апреля 2021 20:00 | США | 2:1 (Б) (0:1, 0:0, 1:0, 0:0, 1:0) | Чехия | Комерика Центр, Фриско Зрителей: 1740 |

| Отчёт                                                             | Отчёт                                                                                            | Отчёт                                             | Отчёт                          | Отчёт                                                                          |
| ----------------------------------------------------------------- | ------------------------------------------------------------------------------------------------ | ------------------------------------------------- | ------------------------------ | ------------------------------------------------------------------------------ |
|                                                                   |                                                                                                  |                                                   |                                |                                                                                |
|                                                                   | Кейдан Мбереко - (00:00 - 42:47) Гибсон Хомер - (42:47 - 53:44) Кейдан Мбереко - (53:44 - 65:00) | Вратари                                           | (00:00 - 65:00) - Оливер Шатны | Судьи: Кристоффер Хольм Сергей Юдаков Линейные судьи: Ник Бриганти Дэвис Зунде |
|                                                                   | Голы:                                                                                            |                                                   |                                | Судьи: Кристоффер Хольм Сергей Юдаков Линейные судьи: Ник Бриганти Дэвис Зунде |
| Саша Пастухов — 42:35 (Л. Хатсон) Лейн Хатсон (поб. бул.) — 65:00 | 0:1 1:1 2:1                                                                                      | 15:57 — Мартин Рысавы (П. Моравец, Я. Альтрихтер) |                                | Судьи: Кристоффер Хольм Сергей Юдаков Линейные судьи: Ник Бриганти Дэвис Зунде |
|                                                                   |                                                                                                  |                                                   |                                | Судьи: Кристоффер Хольм Сергей Юдаков Линейные судьи: Ник Бриганти Дэвис Зунде |
|                                                                   |                                                                                                  |                                                   |                                | Судьи: Кристоффер Хольм Сергей Юдаков Линейные судьи: Ник Бриганти Дэвис Зунде |
|                                                                   |                                                                                                  |                                                   |                                | Судьи: Кристоффер Хольм Сергей Юдаков Линейные судьи: Ник Бриганти Дэвис Зунде |
| 6 мин                                                             | Штраф                                                                                            | 6 мин                                             |                                | Судьи: Кристоффер Хольм Сергей Юдаков Линейные судьи: Ник Бриганти Дэвис Зунде |
|                                                                   |                                                                                                  |                                                   |                                |                                                                                |
|                                                                   | 31                                                                                               | Броски                                            | 33                             |                                                                                |

| 30 апреля 2021 20:00 | Финляндия | 10:0 (5:0, 3:0, 2:0) | Германия | Комерика Центр, Фриско Зрителей: 772 |

| Отчёт | Отчёт                                    | Отчёт   | Отчёт                       | Отчёт                                                                             |
| --- | ---------------------------------------- | ------- | --------------------------- | --------------------------------------------------------------------------------- |
| |                                          |         |                             |                                                                                   |
| | Юусо Хеломаа - (00:00 - 60:00)           | Вратари | (00:00 - 60:00) - Лука Ганц | Судьи: Миша Хебейсен Стефен Рено Линейные судьи: Уильям Хэнкок Роман Славиковский |
| | Голы:                                    |         |                             | Судьи: Миша Хебейсен Стефен Рено Линейные судьи: Уильям Хэнкок Роман Славиковский |
| Алекси Малинен — 01:52 (С. Юлиниеми, К. Вайсанен) Нико Хуухтанен — 02:11 (Т. Вилен, Ю. Ярвеля) Сами Пайваринта (мен.) — 07:02 (Т. Вилен) Саму Туомаала (бол.) — 08:24 (Й. Суоми) Йоаким Кемелль (бол.) — 13:13 (А. Хеймосалми, С. Пайваринта) Нико Хуухтанен (бол.) — 25:35 (С. Пайваринта) Саму Салминен (бол.) — 26:23 (С. Туомаала, Й. Суоми) Вильями Юусола — 39:59 (С. Салминен, В. Койвунен) Саму Салминен (бол.) — 48:52 (В. Койвунен, С. Туомаала) Вилле Койвунен — 53:13 (А. Хеймосалми) | 1:0 2:0 3:0 4:0 5:0 6:0 7:0 8:0 9:0 10:0 |         |                             | Судьи: Миша Хебейсен Стефен Рено Линейные судьи: Уильям Хэнкок Роман Славиковский |
| |                                          |         |                             | Судьи: Миша Хебейсен Стефен Рено Линейные судьи: Уильям Хэнкок Роман Славиковский |
| |                                          |         |                             | Судьи: Миша Хебейсен Стефен Рено Линейные судьи: Уильям Хэнкок Роман Славиковский |
| |                                          |         |                             | Судьи: Миша Хебейсен Стефен Рено Линейные судьи: Уильям Хэнкок Роман Славиковский |
| 8 мин | Штраф                                    | 36 мин  |                             | Судьи: Миша Хебейсен Стефен Рено Линейные судьи: Уильям Хэнкок Роман Славиковский |
| |                                          |         |                             |                                                                                   |
| | 43                                       | Броски  | 23                          |                                                                                   |

| 1 мая 2021 16:00 | Россия | 11:1 (3:0, 3:1, 5:0) | Чехия | Комерика Центр, Фриско Зрителей: 1989 |

| Отчёт | Отчёт                                             | Отчёт                                      | Отчёт                                                          | Отчёт                                                                                 |
| --- | ------------------------------------------------- | ------------------------------------------ | -------------------------------------------------------------- | ------------------------------------------------------------------------------------- |
| |                                                   |                                            |                                                                |                                                                                       |
| | Сергей Иванов - (00:00 - 60:00)                   | Вратари                                    | (00:00 - 20:00) - Оливер Шатны (20:00 - 60:00) - Томаш Суханек | Судьи: Лукас Кольмюллер Шон Макфарлейн Линейные судьи: Уильям Хэнкок Патрик Ричардсон |
| | Голы:                                             |                                            |                                                                | Судьи: Лукас Кольмюллер Шон Макфарлейн Линейные судьи: Уильям Хэнкок Патрик Ричардсон |
| Матвей Мичков — 01:22 (Н. Чибриков, Н. Новиков) Прохор Полтапов — 13:10 Иван Мирошниченко (бол.) — 17:39 (Д. Юров) Арсений Коромыслов — 30:53 (Д. Юров, Н. Чибриков) Дмитрий Кателевский — 33:44 (Д. Лазутин, В. Грудинин) Прохор Полтапов (бол.) — 38:45 (И. Иванцов, М. Мичков) Матвей Мичков — 45:50 (П. Полтапов, И. Иванцов) Фёдор Свечков — 47:00 (Д. Юров) Фёдор Свечков (бол.) — 51:45 (Н. Чибриков, И. Мирошниченко) Данила Юров — 57:19 Матвей Мичков — 58:48 (И. Квочко, И. Иванцов) | 1:0 2:0 3:0 4:0 4:1 5:1 6:1 7:1 8:1 9:1 10:1 11:1 | 32:28 — Якуб Кош (Д. Моравец, Я. Брабенец) |                                                                | Судьи: Лукас Кольмюллер Шон Макфарлейн Линейные судьи: Уильям Хэнкок Патрик Ричардсон |
| |                                                   |                                            |                                                                | Судьи: Лукас Кольмюллер Шон Макфарлейн Линейные судьи: Уильям Хэнкок Патрик Ричардсон |
| |                                                   |                                            |                                                                | Судьи: Лукас Кольмюллер Шон Макфарлейн Линейные судьи: Уильям Хэнкок Патрик Ричардсон |
| |                                                   |                                            |                                                                | Судьи: Лукас Кольмюллер Шон Макфарлейн Линейные судьи: Уильям Хэнкок Патрик Ричардсон |
| 2 мин | Штраф                                             | 37 мин                                     |                                                                | Судьи: Лукас Кольмюллер Шон Макфарлейн Линейные судьи: Уильям Хэнкок Патрик Ричардсон |
| |                                                   |                                            |                                                                |                                                                                       |
| | 40                                                | Броски                                     | 22                                                             |                                                                                       |

| 1 мая 2021 20:00 | США | 5:4 (ОТ) (1:2, 2:0, 1:2, 1:0) | Финляндия | Комерика Центр, Фриско Зрителей: 2057 |

| Отчёт | Отчёт                                                             | Отчёт | Отчёт                           | Отчёт                                                                        |
| --- | ----------------------------------------------------------------- | --- | ------------------------------- | ---------------------------------------------------------------------------- |
| |                                                                   | |                                 |                                                                              |
| | Кейдан Мбереко - (00:00 - 58:25) Кейдан Мбереко - (59:58 - 60:57) | Вратари | (00:00 - 60:57) - Аку Коскенвуо | Судьи: Рику Брандер Шон Фернандес Линейные судьи: Кевин Бриганти Джейк Дэвис |
| | Голы:                                                             | |                                 | Судьи: Рику Брандер Шон Фернандес Линейные судьи: Кевин Бриганти Джейк Дэвис |
| Дилан Дюк — 08:13 (Дж. Хьюз, С. Пастухов) Чарли Страмел — 21:18 (Э. Грещук) Айзек Ховард — 33:46 (Л. Хатсон) Тай Галлахер — 59:58 (Ч. Страмел, Л. Гилмартин) Саша Пастухов — 60:57 | 1:0 1:1 1:2 :2 3:2 3:3 3:4 :4 5:4                                 | 08:43 — Вилле Койвунен (Т. Вилен, С. Туомаала) 16:05 — Юхо Ярвеля (Н. Хуухтанен) 40:29 — Саму Туомаала (В. Койвунен, С. Салминен) 53:26 — Сису Юлиниеми (В. Юусола, М. Матикка) |                                 | Судьи: Рику Брандер Шон Фернандес Линейные судьи: Кевин Бриганти Джейк Дэвис |
| |                                                                   | |                                 | Судьи: Рику Брандер Шон Фернандес Линейные судьи: Кевин Бриганти Джейк Дэвис |
| |                                                                   | |                                 | Судьи: Рику Брандер Шон Фернандес Линейные судьи: Кевин Бриганти Джейк Дэвис |
| |                                                                   | |                                 | Судьи: Рику Брандер Шон Фернандес Линейные судьи: Кевин Бриганти Джейк Дэвис |
| 8 мин | Штраф                                                             | 16 мин |                                 | Судьи: Рику Брандер Шон Фернандес Линейные судьи: Кевин Бриганти Джейк Дэвис |
| |                                                                   | |                                 |                                                                              |
| | 43                                                                | Броски | 33                              |                                                                              |

### Раунд плей-офф
Команды-победители были отправлены в полуфинал в соответствии со следующим рейтингом:
1. более высокая позиция в группе
2. большее количество очков
3. лучшая разница шайб
4. большее количество голов
5. посев перед стартом турнира (итоговое место на Чемпионате мира по хоккею с шайбой среди юниорских команд 2019).

| Рейтинг | Команда   | Группа | Позиция | Очки | Разница шайб | Шайб забито | Посев |
| ------- | --------- | ------ | ------- | ---- | ------------ | ----------- | ----- |
| 1       | Канада    | A      | 1       | 12   | +23          | 28          | 4     |
| 2       | Финляндия | B      | 1       | 9    | +11          | 24          | 7     |
| 3       | Россия    | B      | 2       | 9    | +15          | 27          | 2     |
| 4       | Швеция    | А      | 2       | 9    | +2           | 16          | 1     |
| 5       | США       | B      | 3       | 8    | +3           | 18          | 3     |
| 6       | Беларусь  | А      | 3       | 6    | +3           | 16          | 5     |
| 7       | Чехия     | B      | 4       | 4    | −10          | 10          | 6     |
| 8       | Швейцария | A      | 4       | 3    | −13          | 6           | 9     |

### Плей-офф
|  | Четвертьфиналы | Четвертьфиналы |                |   | Полуфиналы (перепосев) | Полуфиналы (перепосев) |                   |  | Финал | Финал |
|  |                |                |                |   |                        |                        |                   |  |       |       |
|  | 3 мая – Плейно |                |                |   |                        |                        |                   |  |       |       |
|  |                |                |                |   |                        |                        |                   |  |       |       |
|  | Россия         | 5              |                |   |                        |                        |                   |  |       |       |
|  | Россия         | 5              | 5 мая – Фриско |   |                        |                        |                   |  |       |       |
|  | Беларусь       | 2              |                |   |                        |                        |                   |  |       |       |
|  | Беларусь       | 2              | Канада         | 8 |                        |                        |                   |  |       |       |
|  | 3 мая – Фриско |                | Канада         | 8 |                        |                        |                   |  |       |       |
|  |                |                | Швеция         | 1 |                        |                        |                   |  |       |       |
|  | Канада         | 10             | Швеция         | 1 |                        |                        |                   |  |       |       |
|  | Канада         | 10             | 6 мая – Фриско |   |                        |                        |                   |  |       |       |
|  | Чехия          | 3              |                |   |                        |                        |                   |  |       |       |
|  | Чехия          | 3              | Канада         | 5 |                        |                        |                   |  |       |       |
|  | 3 мая – Плейно |                | Канада         | 5 |                        |                        |                   |  |       |       |
|  |                | Россия         | 3              |   |                        |                        |                   |  |       |       |
|  | Финляндия      | Россия         | 3              | 2 |                        |                        |                   |  |       |       |
|  | Финляндия      | 5 мая – Фриско |                | 2 |                        |                        |                   |  |       |       |
|  | Швейцария      | 0              |                |   |                        |                        |                   |  |       |       |
|  | Швейцария      | 0              | Финляндия      | 5 |                        |                        |                   |  |       |       |
|  | 3 мая – Фриско |                | Финляндия      | 5 |                        |                        |                   |  |       |       |
|  |                |                | Россия         | 6 |                        | Матч за 3-е место      | Матч за 3-е место |  |       |       |
|  | Швеция         | 5              | Россия         | 6 |                        | Матч за 3-е место      | Матч за 3-е место |  |       |       |
|  | Швеция         | 5              | 6 мая – Фриско |   |                        |                        |                   |  |       |       |
|  | США            | 2              |                |   |                        |                        |                   |  |       |       |
|  | США            | 2              | Финляндия      | 0 |                        |                        |                   |  |       |       |
|  |                |                |                |   |                        |                        |                   |  |       |       |
|  | Швеция         | 8              |                |   |                        |                        |                   |  |       |       |
|  | Швеция         | 8              |                |   |                        |                        |                   |  |       |       |

### Четвертьфиналы
Время местное (UTC–5).
| 3 мая 2021 12:30 | Россия | 5:2 (2:0, 1:2, 2:0) | Беларусь | Чилдренс Хелс Стар-центр, Плейно Зрителей: 150 |

| Отчёт | Отчёт                           | Отчёт                                                                            | Отчёт                         | Отчёт                                                                    |
| --- | ------------------------------- | -------------------------------------------------------------------------------- | ----------------------------- | ------------------------------------------------------------------------ |
| |                                 |                                                                                  |                               |                                                                          |
| | Сергей Иванов - (00:00 - 60:00) | Вратари                                                                          | (00:00 - 60:00) - Тихон Чайка | Судьи: Миша Хебейсен Эндрю Уилк Линейные судьи: Ник Бриганти Дэвис Зунде |
| | Голы:                           |                                                                                  |                               | Судьи: Миша Хебейсен Эндрю Уилк Линейные судьи: Ник Бриганти Дэвис Зунде |
| Матвей Мичков — 04:29 (И. Квочко, Д. Бучельников) Данила Юров (бол.) — 15:18 (А. Коромыслов) Артём Дуда — 22:48 (Д. Юров, Ф. Свечков) Иван Мирошниченко — 46:23 Всеволод Гайдамак — 48:34 | 1:0 2:0 3:0 3:1 3:2 4:2 5:2     | 27:55 — Илья Морозов (М. Михайлов, Д. Рогач) 31:17 — Фёдор Николаеня (И. Аношко) |                               | Судьи: Миша Хебейсен Эндрю Уилк Линейные судьи: Ник Бриганти Дэвис Зунде |
| |                                 |                                                                                  |                               | Судьи: Миша Хебейсен Эндрю Уилк Линейные судьи: Ник Бриганти Дэвис Зунде |
| |                                 |                                                                                  |                               | Судьи: Миша Хебейсен Эндрю Уилк Линейные судьи: Ник Бриганти Дэвис Зунде |
| |                                 |                                                                                  |                               | Судьи: Миша Хебейсен Эндрю Уилк Линейные судьи: Ник Бриганти Дэвис Зунде |
| 8 мин | Штраф                           | 6 мин                                                                            |                               | Судьи: Миша Хебейсен Эндрю Уилк Линейные судьи: Ник Бриганти Дэвис Зунде |
| |                                 |                                                                                  |                               |                                                                          |
| | 29                              | Броски                                                                           | 32                            |                                                                          |

| 3 мая 2021 15:00 | Канада | 10:3 (4:1, 2:1, 4:1) | Чехия | Комерика Центр, Фриско Зрителей: 724 |

| Отчёт | Отчёт                                                | Отчёт | Отчёт                                                          | Отчёт                                                                         |
| --- | ---------------------------------------------------- | --- | -------------------------------------------------------------- | ----------------------------------------------------------------------------- |
| |                                                      | |                                                                |                                                                               |
| | Бенджамин Годро - (00:00 - 60:00)                    | Вратари | (00:00 - 06:50) - Томаш Суханек (06:50 - 60:00) - Оливер Шатны | Судьи: Шон Фернандес Джейк Рекуцки Линейные судьи: Джейк Дэвис Никита Поляков |
| | Голы:                                                | |                                                                | Судьи: Шон Фернандес Джейк Рекуцки Линейные судьи: Джейк Дэвис Никита Поляков |
| Уайатт Джонстон — 02:01 (К. Бедард) Коннер Рулетт — 04:20 Коннор Бедард — 06:50 (Д. Жилкин, М. Мактавиш) Логан Стэнковен — 10:59 (К. Бедард) Дилан Гюнтер (бол.) — 21:09 (Ш. Райт, К. Бедард) Дилан Гюнтер — 36:14 (И. дель Мастро, Б. Отманн) Коннор Бедард — 46:54 (Л. Стэнковен, М. Мактавиш) Райан Уинтертон — 47:09 (К. Рулетт, Ф. Пинелли) Бретт Харрисон — 49:46 (Ф. Пинелли, Р. Уинтертон) Шейн Райт (бол.) — 53:17 (О. Зеллвегер) | 1:0 2:0 3:0 3:1 4:1 5:1 5:2 6:2 7:2 8:2 8:3 9:3 10:3 | 08:31 — Лукаш Пахер (бол.) (Я. Брабенец) 23:57 — Ярослав Хмеларж (Г. Штурц) 48:33 — Габриэль Штурц (М. Марцел, С. Свозил) |                                                                | Судьи: Шон Фернандес Джейк Рекуцки Линейные судьи: Джейк Дэвис Никита Поляков |
| |                                                      | |                                                                | Судьи: Шон Фернандес Джейк Рекуцки Линейные судьи: Джейк Дэвис Никита Поляков |
| |                                                      | |                                                                | Судьи: Шон Фернандес Джейк Рекуцки Линейные судьи: Джейк Дэвис Никита Поляков |
| |                                                      | |                                                                | Судьи: Шон Фернандес Джейк Рекуцки Линейные судьи: Джейк Дэвис Никита Поляков |
| 8 мин | Штраф                                                | 4 мин |                                                                | Судьи: Шон Фернандес Джейк Рекуцки Линейные судьи: Джейк Дэвис Никита Поляков |
| |                                                      | |                                                                |                                                                               |
| | 34                                                   | Броски | 32                                                             |                                                                               |

| 3 мая 2021 17:30 | Финляндия | 2:0 (0:0, 1:0, 1:0) | Швейцария | Чилдренс Хелс Стар-центр, Плейно Зрителей: 150 |

| Отчёт                                                                            | Отчёт                           | Отчёт   | Отчёт                        | Отчёт                                                                                        |
| -------------------------------------------------------------------------------- | ------------------------------- | ------- | ---------------------------- | -------------------------------------------------------------------------------------------- |
|                                                                                  |                                 |         |                              |                                                                                              |
|                                                                                  | Аку Коскенвуо - (00:00 - 60:00) | Вратари | (00:00 - 58:55) - Кевин Паше | Судьи: Кристоффер Хольм Питер Шлиттенхардт Линейные судьи: Томми Нииттюля Роман Славиковский |
|                                                                                  | Голы:                           |         |                              | Судьи: Кристоффер Хольм Питер Шлиттенхардт Линейные судьи: Томми Нииттюля Роман Славиковский |
| Саму Салминен (бол.) — 39:56 (М. Матикка, С. Туомаала) Алекси Хеймосалми — 50:42 | 1:0 2:0                         |         |                              | Судьи: Кристоффер Хольм Питер Шлиттенхардт Линейные судьи: Томми Нииттюля Роман Славиковский |
|                                                                                  |                                 |         |                              | Судьи: Кристоффер Хольм Питер Шлиттенхардт Линейные судьи: Томми Нииттюля Роман Славиковский |
|                                                                                  |                                 |         |                              | Судьи: Кристоффер Хольм Питер Шлиттенхардт Линейные судьи: Томми Нииттюля Роман Славиковский |
|                                                                                  |                                 |         |                              | Судьи: Кристоффер Хольм Питер Шлиттенхардт Линейные судьи: Томми Нииттюля Роман Славиковский |
| 2 мин                                                                            | Штраф                           | 20 мин  |                              | Судьи: Кристоффер Хольм Питер Шлиттенхардт Линейные судьи: Томми Нииттюля Роман Славиковский |
|                                                                                  |                                 |         |                              |                                                                                              |
|                                                                                  | 25                              | Броски  | 23                           |                                                                                              |

| 3 мая 2021 20:00 | Швеция | 5:2 (1:0, 1:1, 3:1) | США | Комерика Центр, Фриско Зрителей: 1042 |

| Отчёт | Отчёт                          | Отчёт                                                               | Отчёт | Отчёт                                                                                |
| --- | ------------------------------ | ------------------------------------------------------------------- | --- | ------------------------------------------------------------------------------------ |
| |                                |                                                                     | |                                                                                      |
| | Карл Линдбом - (00:00 - 60:00) | Вратари                                                             | (00:00 - 34:04) - Кейдан Мбереко (34:04 - 57:30) - Гибсон Хомер (58:04 - 58:14) - Гибсон Хомер (59:57 - 60:00) - Гибсон Хомер | Судьи: Лукас Кольмюллер Сергей Юдаков Линейные судьи: Давид Клоучек Патрик Ричардсон |
| | Голы:                          |                                                                     | | Судьи: Лукас Кольмюллер Сергей Юдаков Линейные судьи: Давид Клоучек Патрик Ричардсон |
| Маттиас Хевелид (бол.) — 03:09 (И. Росен, А. Ольссон) Фабиан Люселль — 33:43 Фабиан Люселль — 41:26 (Л. Дауэр Нильссон) Оливер Моберг (бол.) — 54:25 (В. Стрёмгрен, И. Росен) Исак Росен (п.в.) — 59:57 (Н. Хаса) | 1:0 1:1 2:1 3:1 4:1 4:2 5:2    | 33:00 — Саша Пастухов (бол.) (Д. Дюк, Ш. Беренс) 58:04 — Ред Савадж | | Судьи: Лукас Кольмюллер Сергей Юдаков Линейные судьи: Давид Клоучек Патрик Ричардсон |
| |                                |                                                                     | | Судьи: Лукас Кольмюллер Сергей Юдаков Линейные судьи: Давид Клоучек Патрик Ричардсон |
| |                                |                                                                     | | Судьи: Лукас Кольмюллер Сергей Юдаков Линейные судьи: Давид Клоучек Патрик Ричардсон |
| |                                |                                                                     | | Судьи: Лукас Кольмюллер Сергей Юдаков Линейные судьи: Давид Клоучек Патрик Ричардсон |
| 12 мин | Штраф                          | 12 мин                                                              | | Судьи: Лукас Кольмюллер Сергей Юдаков Линейные судьи: Давид Клоучек Патрик Ричардсон |
| |                                |                                                                     | |                                                                                      |
| | 28                             | Броски                                                              | 33 |                                                                                      |

### Полуфиналы
Время местное (UTC–5).
| 5 мая 2021 16:00 | Канада | 8:1 (0:0, 2:1, 6:0) | Швеция | Комерика Центр, Фриско Зрителей: 574 |

| Отчёт | Отчёт                               | Отчёт                                                | Отчёт                          | Отчёт                                                                              |
| --- | ----------------------------------- | ---------------------------------------------------- | ------------------------------ | ---------------------------------------------------------------------------------- |
| |                                     |                                                      |                                |                                                                                    |
| | Бенджамин Годро - (00:00 - 60:00)   | Вратари                                              | (00:00 - 60:00) - Карл Линдбом | Судьи: Шон Макфарлейн Джейк Рекуцки Линейные судьи: Давид Клоучек Патрик Ричардсон |
| | Голы:                               |                                                      |                                | Судьи: Шон Макфарлейн Джейк Рекуцки Линейные судьи: Давид Клоучек Патрик Ричардсон |
| Коннор Бедард — 23:50 (М. Мактавиш) Чейз Стиллман — 29:51 (Ш. Райт) Коннор Бедард — 40:45 (Ш. Райт, К. Кулеманс) Бреннан Отманн (бол.) — 43:40 (Ш. Райт) Франческо Пинелли — 50:41 Шейн Райт — 54:52 (Б. Отманн) Коннор Бедард — 55:30 (Н. Аллан) Коннер Рулетт — 56:56 (Б. Кларк, Р. Уинтертон) | 1:0 1:1 2:1 3:1 4:1 5:1 6:1 7:1 8:1 | 25:00 — Исак Росен (бол.) (Ф. Люселль, С. Эдвинссон) |                                | Судьи: Шон Макфарлейн Джейк Рекуцки Линейные судьи: Давид Клоучек Патрик Ричардсон |
| |                                     |                                                      |                                | Судьи: Шон Макфарлейн Джейк Рекуцки Линейные судьи: Давид Клоучек Патрик Ричардсон |
| |                                     |                                                      |                                | Судьи: Шон Макфарлейн Джейк Рекуцки Линейные судьи: Давид Клоучек Патрик Ричардсон |
| |                                     |                                                      |                                | Судьи: Шон Макфарлейн Джейк Рекуцки Линейные судьи: Давид Клоучек Патрик Ричардсон |
| 10 мин | Штраф                               | 8 мин                                                |                                | Судьи: Шон Макфарлейн Джейк Рекуцки Линейные судьи: Давид Клоучек Патрик Ричардсон |
| |                                     |                                                      |                                |                                                                                    |
| | 56                                  | Броски                                               | 17                             |                                                                                    |

| 5 мая 2021 20:00 | Финляндия | 5:6 (2:2, 0:2, 3:2) | Россия | Комерика Центр, Фриско Зрителей: 819 |

| Отчёт | Отчёт                                     | Отчёт | Отчёт                           | Отчёт                                                                            |
| --- | ----------------------------------------- | --- | ------------------------------- | -------------------------------------------------------------------------------- |
| |                                           | |                                 |                                                                                  |
| | Аку Коскенвуо - (00:00 - 55:56)           | Вратари | (00:00 - 60:00) - Сергей Иванов | Судьи: Кристоффер Хольм Стефен Рено Линейные судьи: Кевин Бриганти Уильям Хэнкок |
| | Голы:                                     | |                                 | Судьи: Кристоффер Хольм Стефен Рено Линейные судьи: Кевин Бриганти Уильям Хэнкок |
| Саму Салминен (бол.) — 04:04 (В. Койвунен, С. Туомаала) Вернер Миеттинен — 09:01 (В. Юусола, М. Матикка) Йоаким Кемелль (бол.) — 46:14 (А. Хеймосалми, Б. Ламберт) Саму Салминен — 50:53 (Т. Вилен) Йоаким Кемелль — 57:08 (Н. Хуухтанен, А. Хеймосалми) | 0:1 :1 1:2 :2 2:3 2:4 2:5 3:5 3:6 4:6 5:6 | 03:08 — Данил Лазутин (Н. Чибриков, Н. Новиков) 06:58 — Матвей Мичков (П. Полтапов) 33:15 — Никита Чибриков (бол.) (Д. Лазутин, П. Полтапов) 37:20 — Никита Чибриков (Д. Бучельников) 43:43 — Иван Мирошниченко (бол.) (Н. Новиков, Ф. Свечков) 50:46 — Иван Мирошниченко (Ф. Свечков) |                                 | Судьи: Кристоффер Хольм Стефен Рено Линейные судьи: Кевин Бриганти Уильям Хэнкок |
| |                                           | |                                 | Судьи: Кристоффер Хольм Стефен Рено Линейные судьи: Кевин Бриганти Уильям Хэнкок |
| |                                           | |                                 | Судьи: Кристоффер Хольм Стефен Рено Линейные судьи: Кевин Бриганти Уильям Хэнкок |
| |                                           | |                                 | Судьи: Кристоффер Хольм Стефен Рено Линейные судьи: Кевин Бриганти Уильям Хэнкок |
| 10 мин | Штраф                                     | 8 мин |                                 | Судьи: Кристоффер Хольм Стефен Рено Линейные судьи: Кевин Бриганти Уильям Хэнкок |
| |                                           | |                                 |                                                                                  |
| | 24                                        | Броски | 38                              |                                                                                  |

### Матч за 3-е место
Время местное (UTC–5).
| 6 мая 2021 16:00 | Финляндия | 0:8 (0:2, 0:2, 0:4) | Швеция | Комерика Центр, Фриско Зрителей: 902 |

| Отчёт | Отчёт                                                                                         | Отчёт | Отчёт                          | Отчёт                                                                              |
| ----- | --------------------------------------------------------------------------------------------- | --- | ------------------------------ | ---------------------------------------------------------------------------------- |
|       |                                                                                               | |                                |                                                                                    |
|       | Аку Коскенвуо - (00:00 - 25:30) Юусо Хеломаа - (25:30 - 50:15) Юусо Хеломаа - (51:19 - 60:00) | Вратари | (00:00 - 60:00) - Карл Линдбом | Судьи: Шон Фернандес Сергей Юдаков Линейные судьи: Ник Бриганти Роман Славиковский |
|       | Голы:                                                                                         | |                                | Судьи: Шон Фернандес Сергей Юдаков Линейные судьи: Ник Бриганти Роман Славиковский |
|       | 0:1 0:2 0:3 0:4 0:5 0:6 0:7 0:8                                                               | 05:00 — Исак Росен (бол.) (В. Стрёмгрен, О. Моберг) 19:23 — Симон Робертссон (Ф. Люселль) 23:31 — Симон Эдвинссон 25:30 — Альберт Шёберг (Л. Перссон) 45:53 — Оливер Моберг (бол.) (В. Стрёмгрен, А. Олссон) 51:19 — Ноа Хаса (мен.)(п.в.) 54:55 — Ноа Эстлунд (А. Эяс, Г. Кангас) 59:23 — Исак Росен (мен.) |                                | Судьи: Шон Фернандес Сергей Юдаков Линейные судьи: Ник Бриганти Роман Славиковский |
|       |                                                                                               | |                                | Судьи: Шон Фернандес Сергей Юдаков Линейные судьи: Ник Бриганти Роман Славиковский |
|       |                                                                                               | |                                | Судьи: Шон Фернандес Сергей Юдаков Линейные судьи: Ник Бриганти Роман Славиковский |
|       |                                                                                               | |                                | Судьи: Шон Фернандес Сергей Юдаков Линейные судьи: Ник Бриганти Роман Славиковский |
| 6 мин | Штраф                                                                                         | 8 мин |                                | Судьи: Шон Фернандес Сергей Юдаков Линейные судьи: Ник Бриганти Роман Славиковский |
|       |                                                                                               | |                                |                                                                                    |
|       | 35                                                                                            | Броски | 36                             |                                                                                    |

#### Видео
| Финляндия — Швеция |

### Финал
Время местное (UTC–5).
| 6 мая 2021 20:00 | Канада | 5:3 (2:2, 2:0, 1:1) | Россия | Комерика Центр, Фриско Зрителей: 2122 |

| Отчёт | Отчёт                             | Отчёт | Отчёт                                                           | Отчёт                                                                         |
| --- | --------------------------------- | --- | --------------------------------------------------------------- | ----------------------------------------------------------------------------- |
| |                                   | |                                                                 |                                                                               |
| | Бенджамин Годро - (00:00 - 60:00) | Вратари | (00:00 - 58:43) - Сергей Иванов (59:20 - 60:00) - Сергей Иванов | Судьи: Кристоффер Хольм Стефен Рено Линейные судьи: Джейк Дэвис Уильям Хэнкок |
| | Голы:                             | |                                                                 | Судьи: Кристоффер Хольм Стефен Рено Линейные судьи: Джейк Дэвис Уильям Хэнкок |
| Коннор Бедард — 15:59 (К. Кулеманс, Ч. Стиллман) Шейн Райт (бол.) — 19:15 (О. Зеллвегер) Бреннан Отманн — 24:42 (И. дель Мастро) Логан Стэнковен — 36:39 (Б. Кларк, Ш. Райт) Шейн Райт (п.в.) — 59:20 (К. Бедард) | 0:1 1:1 1:2 :2 3:2 4:2 4:3 5:3    | 05:13 — Матвей Мичков (Д. Лазутин, П. Полтапов) 18:05 — Дмитрий Бучельников (М. Мичков, А. Фигурин) 49:37 — Владимир Грудинин (бол.) (М. Мичков) |                                                                 | Судьи: Кристоффер Хольм Стефен Рено Линейные судьи: Джейк Дэвис Уильям Хэнкок |
| |                                   | |                                                                 | Судьи: Кристоффер Хольм Стефен Рено Линейные судьи: Джейк Дэвис Уильям Хэнкок |
| |                                   | |                                                                 | Судьи: Кристоффер Хольм Стефен Рено Линейные судьи: Джейк Дэвис Уильям Хэнкок |
| |                                   | |                                                                 | Судьи: Кристоффер Хольм Стефен Рено Линейные судьи: Джейк Дэвис Уильям Хэнкок |
| 10 мин | Штраф                             | 6 мин |                                                                 | Судьи: Кристоффер Хольм Стефен Рено Линейные судьи: Джейк Дэвис Уильям Хэнкок |
| |                                   | |                                                                 |                                                                               |
| | 34                                | Броски | 34                                                              |                                                                               |

#### Видео
| Канада — Россия |

## Рейтинг и статистика

### Итоговое положение команд
| 1   | Канада    |
| 2   | Россия    |
| 3   | Швеция    |
| 4.  | Финляндия |
| 5.  | США       |
| 6.  | Беларусь  |
| 7.  | Чехия     |
| 8.  | Швейцария |
| 9.  | Латвия    |
| 10. | Германия  |

| Чемпион мира по хоккею с шайбой среди юниорских команд 2021 |
| Канада Четвёртый титул                                      |

### Лучшие бомбардиры
| Игрок             | И | Г  | П | О  | +/− | Штр |
| ----------------- | - | -- | - | -- | --- | --- |
| Матвей Мичков     | 7 | 12 | 4 | 16 | +7  | 4   |
| Шейн Райт         | 5 | 9  | 5 | 14 | +12 | 2   |
| Коннор Бедард     | 7 | 7  | 7 | 14 | +12 | 2   |
| Никита Чибриков   | 7 | 4  | 9 | 13 | +7  | 14  |
| Мейсон Мактавиш   | 7 | 5  | 6 | 11 | +10 | 10  |
| Саму Туомаала     | 7 | 5  | 6 | 11 | 0   | 0   |
| Франческо Пинелли | 7 | 4  | 7 | 11 | +8  | 0   |
| Данила Юров       | 7 | 4  | 7 | 11 | +4  | 2   |
| Вилле Койвунен    | 7 | 4  | 6 | 10 | -2  | 0   |
| Фёдор Свечков     | 7 | 4  | 6 | 10 | +4  | 4   |

Примечание: И = Количество проведённых игр; Г = Голы; П = Голевые передачи; О = Очки; +/− = Плюс-минус; Штр = Штрафное время

### Лучшие вратари
В список включены пять лучших вратарей, сыгравшие не менее 40 % от всего игрового времени своей сборной.
| М | Игрок           | В      | Бр  | ПШ | КН   | %ОБ   | И"0" |
| - | --------------- | ------ | --- | -- | ---- | ----- | ---- |
| 1 | Бенджамин Годро | 300:00 | 136 | 11 | 2,20 | 91,91 | 0    |
| 2 | Карл Линдбом    | 313:29 | 194 | 16 | 3,06 | 91,75 | 1    |
| 3 | Кейдан Мбереко  | 147:29 | 82  | 7  | 2,85 | 91,46 | 0    |
| 4 | Сергей Иванов   | 364:23 | 183 | 16 | 2,63 | 91,26 | 0    |
| 5 | Тихон Чайка     | 180:00 | 90  | 8  | 2,67 | 91,11 | 0    |

Примечание: М — Место в рейтинге; В = Количество сыгранных минут; Бр = Броски; ПШ = Пропущено шайб; КН = Коэффициент надёжности; %ОБ = Процент отражённых бросков; И"0" = «Сухие игры»

### Индивидуальные награды
Лучшие игроки:
- Вратарь:  Бенджамин Годро
- Защитник:  Алекси Хеймосалми
- Нападающий:  Матвей Мичков

Сборная всех звёзд:
- Вратарь:  Сергей Иванов
- Защитники:  Алекси Хеймосалми —  Брэндт Кларк
- Нападающие:  Коннор Бедард —  Матвей Мичков —  Саму Туомаала

Самый ценный игрок (MVP):
- Матвей Мичков